# Pan American World Airways
« Pan Am » redirige ici. Pour les autres significations, voir Pan Am (homonymie).
Pan American World Airways, couramment appelée Pan Am est une compagnie aérienne américaine fondée sous le nom de Pan American Airways en 1927 et disparue en 1991. On lui attribue de nombreuses innovations qui ont marqué l'industrie aérienne mondiale. Elle a été une des plus prestigieuses et célèbres compagnies aériennes.

## Histoire

### Débuts
Pan American Airways, Incorporated est issue d'un projet des officiers de l'armée américaine Henry « Hap » Arnold, Carl Spaatz, Jack Jouett et John K. Montgomery en réaction à l'expansion de SCADTA, une compagnie aérienne colombienne à capitaux allemands. Fondée le 14 mars 1927 par Richard B. Bevier, président, John K. Montgomery, vice-président, et George Grant Mason, secrétaire, l'entreprise opérait initialement comme desserte aérienne de Key West (Floride) à La Havane (Cuba),. Elle se développa rapidement sous l'impulsion de l'entreprenant Juan Terry Trippe, dont des relations contrôlaient l'accès si convoité aux marchés du courrier par avion de la Poste des États-Unis. Sous la direction de Trippe, la société effectua son premier saut vers le sud, grâce à un vol le 28 octobre 1927. Le gouvernement des États-Unis approuva le contrat de Pan Am avec peu d'objections, de peur que SCADTA ne soit un concurrent pour l'appel d'offres des lignes entre l'Amérique latine et les États-Unis. Pan Am put remplir ses deux trimoteurs Fokker en sollicitant des passagers dans les trains de Floride et les boîtes de nuit de La Havane.
Juan Trippe et ses associés décidèrent d'étendre le réseau de Pan Am à travers l'Amérique centrale et l'Amérique du Sud. À la fin des années 1920 et au début des années 1930, Pan Am racheta de nombreuses compagnies, en activité ou en faillite, en Amérique centrale et en Amérique du Sud, négocia avec les postes de chaque pays, et remporta la plupart des contrats gouvernementaux de courrier par avion dans la région. En septembre 1929, Trippe fit le tour de l'Amérique latine avec Charles Lindbergh afin de négocier des droits d'atterrissage dans de nombreux pays, y compris en Colombie, le pré carré de la SCADTA. À la fin de l'année, Pan Am put proposer des vols descendant le long de la côte ouest de l'Amérique du Sud vers le Pérou. L'année suivante, Pan Am acheta la ligne New York-Rio-Buenos Aires (NYRBA), s'offrant une ligne maritime le long de la côte est de l'Amérique du Sud, vers Buenos Aires, en Argentine, et à l'ouest vers Santiago, au Chili.
En 1929, la société mère de Pan Am, l'Aviation Corporation of the Americas, était une des valeurs les plus animées de la Bourse de New York, et la spéculation redoublait à chaque fois qu'une nouvelle ligne était ouverte. En mars, le cours de l'action flamba de 50 % en une seule journée. Trippe et ses associés durent repousser une tentative de prise de contrôle de United Aircraft and Transport Corporation afin de garder le contrôle de Pan Am (UATC était la société-mère de ce que sont maintenant Boeing, Pratt & Whitney, et United Airlines).

### Le temps desClippers

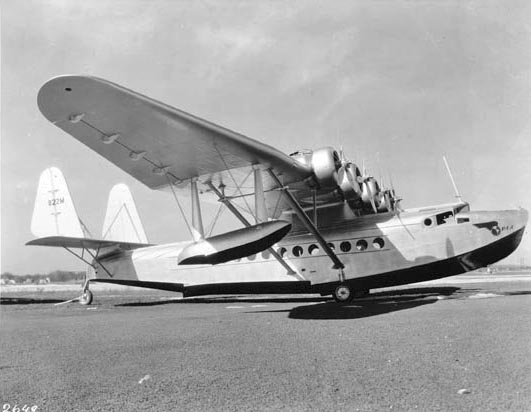
Le Sikorsky S-42 fut l'un des premiers hydravions de Pan Am, et fut utilisé pour une reconnaissance de la ligne San Francisco-Chine.

Alors que Pan Am développait son réseau en Amérique du Sud, elle négociait aussi avec la Grande-Bretagne et la France pour ouvrir une desserte aérienne entre les États-Unis et l'Europe. La compagnie britannique Imperial Airways était désireuse de coopérer avec Pan Am, mais la France était moins disposée à aider, car sa compagnie nationale Aéropostale était un acteur important en Amérique latine et un concurrent de Pan Am sur certaines lignes. Finalement, Pan Am parvint à un accord avec les deux pays pour offrir une desserte de Norfolk vers l'Europe via les Bermudes et les Açores grâce à des hydravions Sikorsky S-40. Pan Am obtint aussi un contrat de courrier aérien entre Boston et Halifax, préparant les futurs vols nord-atlantiques.
Pan Am envisagea aussi d'ouvrir une ligne au-dessus de l'Alaska, vers le Japon et la Chine, et envoya Lindbergh pour un vol expérimental en 1930, mais les bouleversements politiques en cours en Union soviétique et au Japon rendaient la ligne inexploitable. Trippe décida alors d'ouvrir une ligne de San Francisco vers Honolulu, et de là vers Hong Kong et Auckland, suivant les lignes existantes des paquebots. Après avoir acquis en 1934 les droits d'atterrissage à Pearl Harbor, aux îles Midway, à Wake, à Guam et à Subic Bay, Pan Am embarqua 500 000 $ d'équipement aéronautique vers l'Ouest en mars 1935, et réalisa son premier vol vers Honolulu en avril avec un hydravion Sikorsky S-42. Cette même année, la Poste lança un appel d'offres pour une ligne postale San Francisco-Canton, et Pan Am remporta le contrat, réalisant son premier vol commercial avec un Martin M-130. Plus tard, Pan Am utilisa des hydravions Boeing 314 pour les lignes Pacifique : en Chine, des passagers pouvaient trouver des vols intérieurs en correspondance sur le réseau exploité par Pan Am, la China National Aviation Corporation (CNAC).

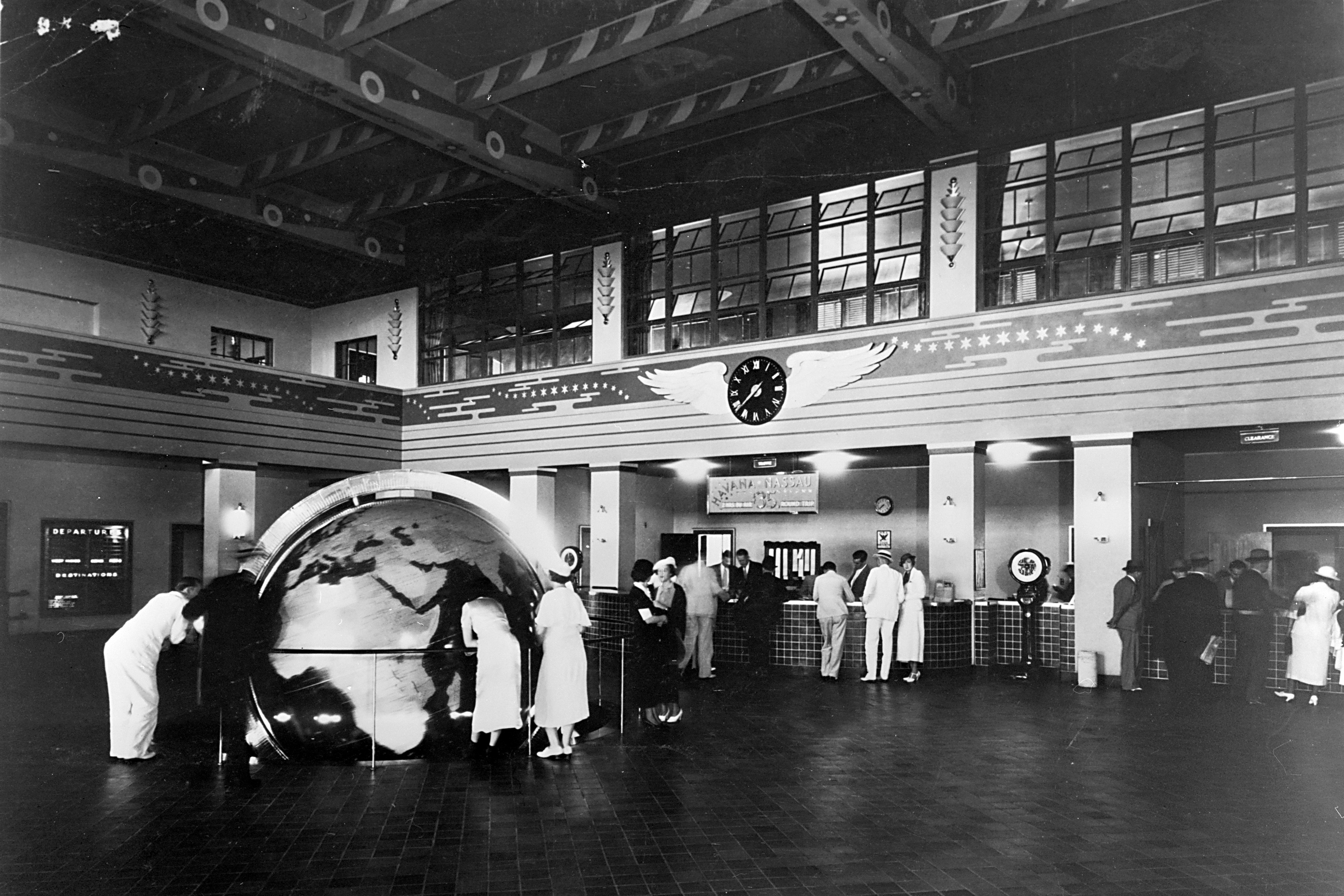
Terminal d'hydravions de Pan Am de à Miami était un hub pour les voyages inter-américains pendant les années 1930 et 1940.

Les Clippers, comme on les appela, étaient à l'époque les seuls avions civils américains capables de réaliser des vols intercontinentaux. La plupart des Clippers avaient un usage militaire pendant la Seconde Guerre mondiale : à cette époque, Pan Am exploita une nouvelle route passant à travers l'Occident et le Centre, de l'Afrique vers l'Iran. 
En 1941, le California Clipper fut le premier avion commercial à réaliser une circumnavigation, afin de pouvoir rentrer aux États-Unis après l'attaque de Pearl Harbor. Début 1942, Pan Am devint la première compagnie aérienne à exploiter des lignes traversant le globe. Le créateur de Star Trek Gene Roddenberry était un pilote de Clipper pendant les années 1940, et était à bord de l'Eclipse quand il s'écrasa en Syrie le 19 juin 1947.

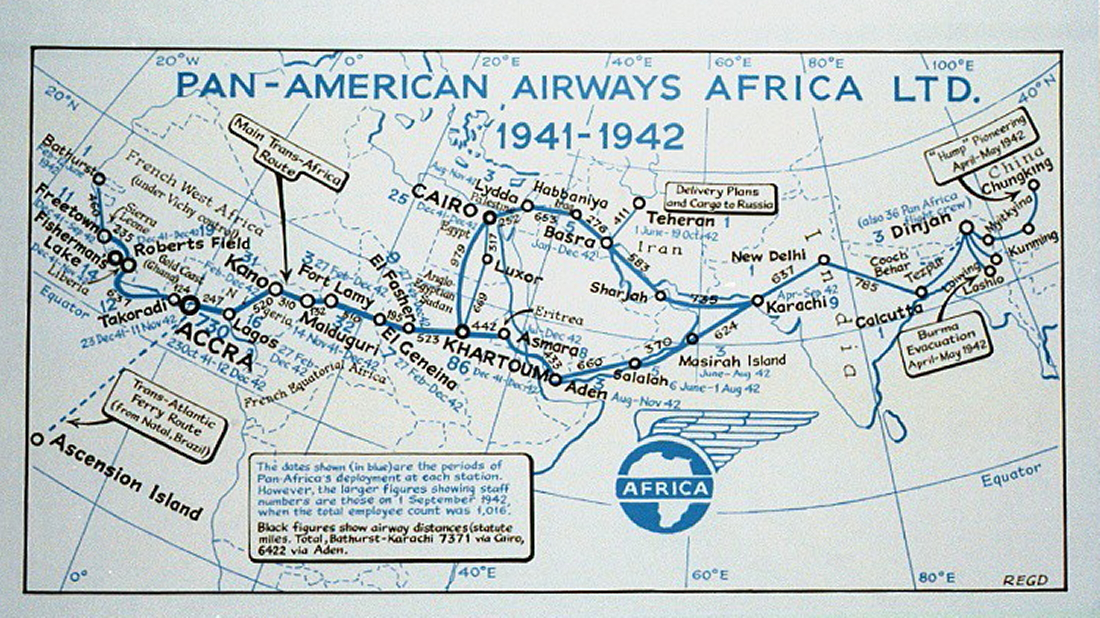
Lignes aériennes de la Pan Am en 1941-1942.

### L'après-guerre et l'âge d'or de Pan Am

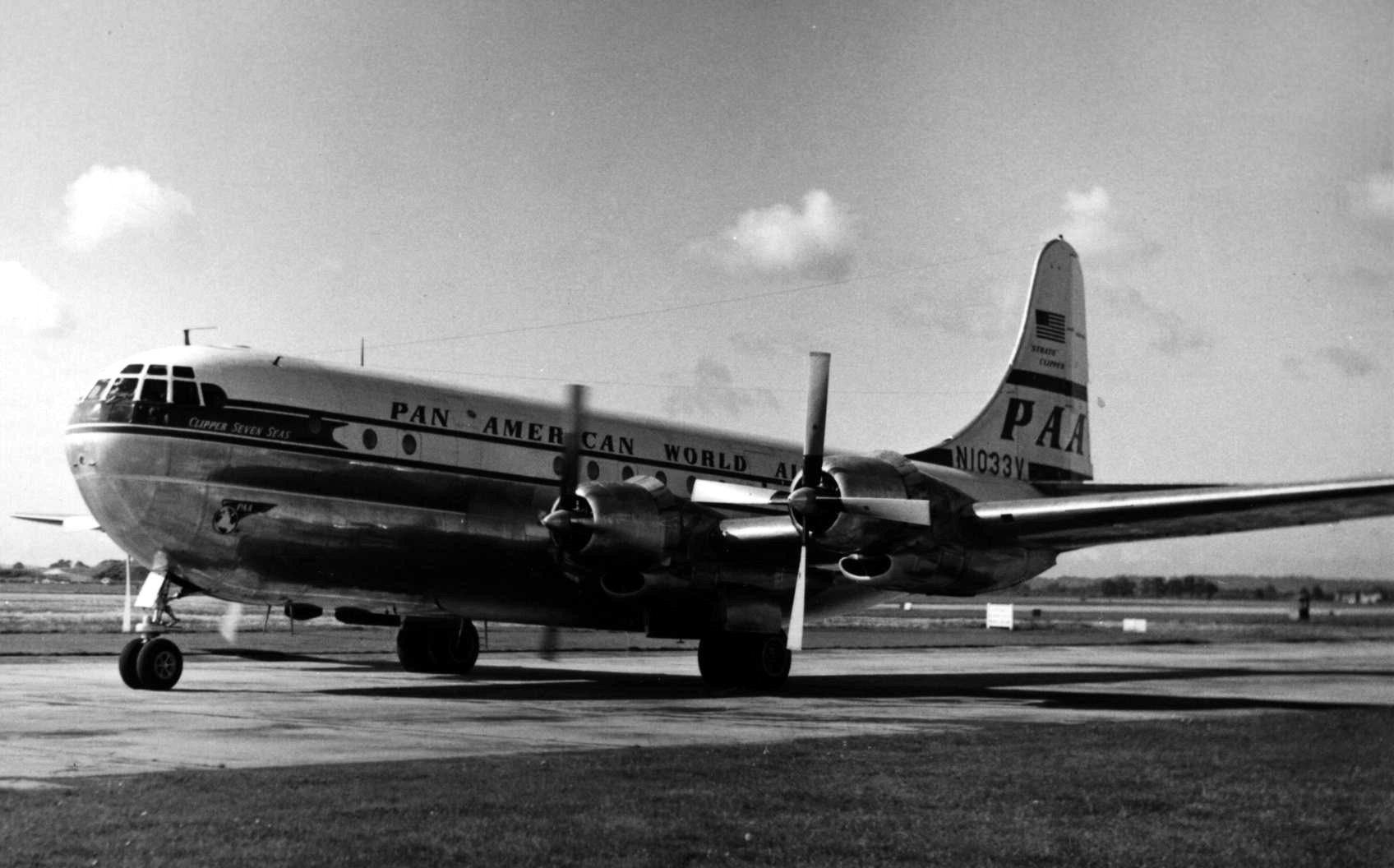
Le Boeing 377 à double pont fut l'avion à hélices le plus luxueux de Pan Am.

Après la guerre, la flotte de Pan American fut rapidement remplacée par des avions civils plus rapides, comme le Boeing 377, le Douglas DC-6, et le Lockheed Constellation. Pan American Airways perdit également son titre de compagnie aérienne internationale officielle des États-Unis : d'abord avec American Overseas Airlines, par la suite avec un certain nombre de compagnies aériennes s'imposant en concurrence avec Pan Am sur certains marchés, tels que TWA vers l'Europe et Northwest Orient vers l'Extrême-Orient. 
En 1946, Pan American World Airways annonce sa diversification dans le secteur hôtelier, anticipant l'essor du tourisme international d'après-guerre et créé la filiale InterContinental Hotels Corporation. Dirigée par Byron Calhoun, l'entreprise ouvre ses deux premiers hôtels à Belem (Brésil) en 1949 et à Santiago (Chili) en 1950.
En 1950, peu de temps après avoir lancé son service international et développé le concept de « classe économique », Pan American Airways, Inc. fut renommée Pan American World Airways, Inc.. Concurrencée sur de nombreuses lignes, Pan Am commença à investir dans de nouvelles innovations, comme l'avion à réaction (le Boeing 707, que Boeing, sous la pression de Pan Am, modifia pour asseoir six rangées au lieu de cinq) et l'avion gros porteur (le Boeing 747, pour lequel Pan Am fut le premier client avec environ 25 commandes en 1968). Elle fut aussi une des trois premières compagnies aériennes à signer des options de commande pour le Concorde, mais, comme les autres compagnies (hormis British Airways et Air France), elle renonça finalement à acheter l'avion supersonique. Elle fut également un client potentiel du Boeing 2707 (le projet fut abandonné).

En 1962, avec l'augmentation du trafic, Pan Am passa commande à IBM du PANAMAC, un ordinateur puissant qui enregistrait les réservations d'avion et d'hôtel, et gérait une quantité d'informations très importante sur les villes, les pays, les aéroports, les avions, les hôtels et les restaurants. L'ordinateur occupait le quatrième étage de l'immeuble Pan Am, qui était alors en construction à Manhattan et qui fut pendant longtemps le plus grand immeuble de bureaux au monde. Pan Am construisit aussi Worldport, un terminal à l'aéroport JFK qui resta le plus grand terminal aérien du monde pendant de nombreuses années, reconnaissable à son toit elliptique de 16 000 m2, suspendu au-dessus du terminal par 32 jeux de poteaux et câbles d'acier.

### Déclin et disparition
La crise pétrolière de 1973 marqua le début de la chute de Pan Am. Une combinaison du prix élevé des carburants, de la moindre demande en transport aérien avec une surenchère d'offres sur le marché international du voyage aérien (partiellement causée par des aides gouvernementales accordées à d'autres compagnies aériennes, comme la Transpacific Route Case (en)) entraîna une chute des revenus et profits de Pan Am. Comme d'autres compagnies aériennes de premier plan, Pan Am avait investi dans une flotte importante de nouveaux Boeing 747 dans l'espoir que la demande de transports aériens continuerait à augmenter. Cela ne fut pas le cas. Pour rester compétitive avec les autres compagnies aériennes, Pan Am tenta d'assurer des vols intérieurs sur le marché des États-Unis puisque Pan Am ne possédait alors pas de lignes intérieures, mais uniquement des liaisons internationales. Après plusieurs tentatives infructueuses pour gagner une licence sur des lignes intérieures, la mise en œuvre de la déréglementation aérienne permit finalement à Pan Am d'ouvrir des lignes intérieures entre ses cinq points d'entrée américains en 1979. En 1981, Juan Trippe, qui était à la retraite depuis environ dix ans, mourut. 
En 1980, Pan Am se constitua un réseau de vols intérieurs du jour au lendemain en absorbant National Airlines. Pourtant, une guerre de surenchères amena Pan American (sous la direction du président William Seawell) à payer beaucoup plus que la valeur réelle de National Airlines, creusant le déficit de la compagnie. En plus, la compagnie souffrait de la libéralisation de l'espace aérien américain au profit de certaines compagnies telle que Delta Air Lines ou encore American Airlines. Le groupe ainsi formé continua à accumuler les dettes à cause de l'incompatibilité des flottes, des réseaux de lignes (les activités de National se concentraient en Floride) et de leurs cultures d'entreprise. Seawell essaya de sauver la compagnie en vendant certains de ses actifs, y compris le Pan Am Building (à MetLife en 1992) et l'intégralité du réseau Pacifique de la compagnie (à United Airlines en 1985). Le produit de ces cessions fut investi dans de nouveaux avions, tels que l'Airbus A310, et l'Airbus A320, bien que l'A320 ne fût jamais livré.
Après l'attentat de Lockerbie, la compagnie finit de s'effondrer. Les agences de voyages évitaient de réserver sur Pan Am, craignant que les passagers n'assimilent Pan Am au danger. En mars 1991, la compagnie vendit à United Airlines ses lignes rentables vers l'aéroport de Londres Heathrow (sans doute la principale destination internationale de Pan Am), laissant Pan Am avec seulement deux vols quotidiens vers l'aéroport de Londres Gatwick.
La guerre du Golfe réduisit le trafic transatlantique à sa plus simple expression et amena Pan Am au point de rupture. En août 1991, Pan Am fit faillite. Delta Air Lines racheta les derniers actifs profitables de Pan Am, y compris les dernières lignes vers l'Europe et le WorldPort de JFK, et injecta de l'argent frais dans une Pan Am plus petite, recentrée sur les Caraïbes et l'Amérique latine. À cette époque, Pan Am continuait à générer de lourdes pertes. Ses activités ont finalement cessé le 4 décembre 1991, quand Delta retira son soutien. Le dernier hub de Pan Am, à l'aéroport international de Miami, fut réparti les années suivantes entre United Airlines (qui prit la plupart des créneaux) et American Airlines (qui prit la plus grande partie du terminal).

## Les résurrections de Pan Am

### Pan Am II
Un nouveau groupe d'investisseurs comprenant Charles Cobb (ancien ambassadeur en Islande) acheta le droit d'exploiter le nom de Pan American, après la faillite du propriétaire de la marque, en 1992. En septembre 1996, Pan Am II démarra, avec un Airbus A300, le Clipper Fairwind. Le but était de fournir des vols à bas coûts vers la plupart des villes des États-Unis et des Caraïbes. La nouvelle compagnie était dirigée par le dernier vice-président et directeur de l'exploitation de Pan Am, Marty Schugrue, qui avait aussi aidé à la création du programme Frequent Flyer et qui avait été Président d'American Airlines et plus tard fondé de pouvoir de la société immobilière d'Eastern Air Lines. Pan Am II fusionna peu après avec Carnival Airlines. Le développement rapide et les problèmes économiques des deux sociétés furent de trop pour la nouvelle Pan Am II qui ne survécut que deux ans avant de faire faillite et de cesser ses activités en 1998.

### Pan Am III
En 1998, le nom de Pan Am fut vendu à Guilford Transportation Industries, une société ferroviaire dirigée par Timmy Mellon (de la famille fondatrice de la banque de Pittsburgh), qui lança Pan American Airlines avec une flotte de sept Boeing 727. Pan Am desservait neuf villes en Nouvelle-Angleterre, en Floride et à Porto Rico. Pan Am passa des accords commerciaux avec Boston-Maine Airways. La priorité était donnée à des aéroports secondaires tels que Orlando Sanford International Airport plutôt que l'aéroport international d'Orlando, et Portsmouth International Airport at Pease (en) et Worcester Regional Airport (en) au lieu de l'aéroport international Logan (très chargé) dans la région de Boston. Plus tard, Pan Am a passé des accords commerciaux avec Boston-Maine Airways.
Guilford arrêta d'exploiter Pan Am le 1er novembre 2004, mais l'activité fut transférée à Boston-Maine Airways, qui reprit l'exploitation des B727 sous le nom de Pan Am Clipper Connection à partir du 17 février 2005. En août 2005, une enquête fédérale pour communication de données financières frauduleuses par Boston-Maine Airways mit un terme aux projets de Pan Am de développer sa flotte et son réseau aérien. Simultanément, le syndicat de pilotes fit savoir que la compagnie aérienne était incapable d'opérer et pressa le département des Transports de refuser l'autorisation de développement à la compagnie aérienne. Plus tard, la société annonça qu'elle suspendait ses vols du 6 septembre au 16 novembre, invoquant les coûts croissants du carburant et les faibles taux de réservation.
En janvier 2008 la compagnie Pan Am Clipper Connection était en activité : elle faisait voler une flotte de 5 Boeing 727/200 ainsi qu'un British Aerospace Jet Stream 3100. Elle dessert actuellement en vols réguliers, les aéroports régionaux de PORTSMOUTH (PSM) NH, BEDFORD (BED) NA et TRENTON (TTN) NJ. Plus l'activité "Charter" spécialisée dans les voyages d'affaires à travers l'Amérique du Nord et centrale, ainsi que dans les Caraïbes.
En février 2008, le département américain des Transports a proposé la révocation de Boston-Maine de certification des transporteurs aériens, car il « n'est pas apte financièrement et ne possède pas les compétences managériales leur permettant d'effectuer les opérations de transport aérien et a omis de se conformer aux règlements qui régissent son fonctionnement ». Depuis le 29 février 2008, Pan Am Clipper Connection a cessé tous ses vols réguliers. Le dernier vol de Pan Am a été assuré par un jetstream 3100 de 19 sièges.

## Flotte
Tout au long de son service, Pan Am utilisa nombre de modèles d'avions dont l'énumération retrace une longue partie de l'histoire aéronautique civile. Voici les différents appareils de Pan Am durant son existence :
- Airbus A300 : 21 exemplaires
- Airbus A310 : 21 exemplaires
  - Airbus A310-200 : 7 exemplaires
  - Airbus A310-300 : 14 exemplaires
  - La compagnie avait annoncé son intention de commander 200 Airbus, ce qui fut nommé « le contrat du siècle ». Les Airbus de l'époque n'étant pas des longs-courriers, les livraisons s'effectuaient avec une escale en Islande. Ils ont eu ensuite la certification ETOPS leur permettant de franchir l'Atlantique sans escale.
- Boeing 307 Stratoliner : en 1937, Pan Am commanda 3 exemplaires de cet appareil au prix unitaire de 315 000 $. Le premier vol sous les couleurs de la compagnie s'effectua le 31 décembre 1938.

- Boeing 314 : cet avion avait la particularité de pouvoir amerrir. Le 21 juillet 1936, la compagnie en commanda 6 exemplaires pour un prix de 550 000 $ l'unité. Le Yankee Clipper inaugura les premiers services transatlantiques. Ces avions ne furent utilisés que durant 6 années par Pan Am pour être remplacés par des avions atterrissant sur la terre ferme.

- Boeing 377 Stratocruiser : le 28 novembre 1945, 20 avions de ce type furent commandés, les premiers services commencèrent en avril 1949. Après la fusion avec American Overseas Airlines la flotte s'étendit à 28 Boeing 377. Ces appareils auront fait parcourir à leurs passagers 7 500 000 000 miles avant d'être retirés et faire place aux jets.

- Boeing 707 : le 13 octobre 1955, Pan Am commanda 20 Boeing 707 ; la flotte en comprendra au total jusqu'à leur retrait finalisé le 26 janvier 1981.
  - Boeing 707-100 : sept exemplaires commandées par Pan Am plus deux autres, prévus pour Cubana[5].
  - Boeing 707-300 : la série des 707-300 fut ajoutée à la flotte en 1959. Dès 1963 apparaissent les 707-321C qui sont des versions cargos de l'appareil. Au total, Pan Am aura acquis 120 de ces avions jusqu'à leur remplacement par le 747.
  - Boeing 720 : Pan Am eut 9 exemplaires acquis d'occasion en 1963-1966 et revendus dans les années 1970 ainsi que quatre, plus anciens, loués de 1975 à 1976.
- Boeing 727 : Pan Am commanda 25 appareils de ce type en 1965 et au prix unitaire de 4 110 000 $. Après l'acquisition de National Airlines, la flotte s'agrandit à 97 727.
- Boeing 737 : 16 exemplaires acquis d'occasion pour les lignes européennes[6].
- Boeing 747 : en avril 1966, Pan Am plaça une commande de 25 747 au prix unitaire de 21 000 000 $. Au total, Pan Am exploitera 57 exemplaires du 747.
  - Boeing 747-100 : 36 exemplaires. Parmi ceux-ci, deux furent détruits : le vol Pan Am 1736 (27 mars 1977), lors de la collision avec le vol KLM 4805 à l'aéroport de Tenerife, faisant 583 victimes (Catastrophe de Tenerife) ; le vol Pan Am 103 (21 décembre 1988), par l'explosion d'une bombe placée à bord, lors du survol de la ville de Lockerbie en Écosse (attentat de Lockerbie), faisant 270 victimes.
  - Boeing 747-200 : 10 exemplaires.
  - Boeing 747-SP : Pan Am acquit 11 exemplaires de cet appareil à long rayon d'action. Elle les utilisa jusqu'en 1985 lorsqu'elle vendit ses routes pacifiques à United Airlines.
- Consolidated Commodore
- Convair 240 : ces avions furent utilisés un peu plus de dix ans dans la flotte de Pan Am, avant d'être tous cédés à la fin des années 1950.
- Curtiss Commando
- Dassault Falcon 20 : 40 exemplaires en 1965
- Douglas Dolphin
- Douglas DC-2
- Douglas DC-3 : Pan Am posséda environ 90 DC-3, tous acquis à un prix unitaire compris entre 5 000 et 8 000 $
- Douglas DC-4
- Douglas DC-6 : en septembre 1950, Pan Am commanda 45 de ces appareils. Le premier (Clipper Liberty Bell) entra en service le 1er mai 1952. En juin 1954, tous les Dc-6 furent en service. Ils furent plus tard remplacés par des Boeing 727
- Douglas DC-7 : Ces avions ne furent utilisés que durant deux ans et demi, avant l'arrivée des jets. C'est le plus gros appareil à hélice jamais utilisé par Pan Am. Douglas ne produisit que 300 exemplaires de cet avion, Pan Am en posséda 13
- Douglas DC-8 : les premiers DC-8 de Pan Am furent livrés en 1960. C'est la dernière commande que Pan Am effectua à Douglas privilégiant par la suite Boeing
- McDonnell Douglas DC-10 : l'acquisition de National Airlines ajouta 27 DC-10 à la flotte de Pan Am
- Fairchild FC-2
- Fokker F.VII
- Fokker F.10
- Ford Trimotor 5-AT
- Lockheed Constellation
- Lockheed L-10 Electra
- Lockheed L-1011 : Pan Am utilisa ces avions à partir du 5 août 1972 jusqu'à leur retrait de la flotte en 1986
- Martin M-130 : Pan Am en posséda 3 qu'elle nomma China Clipper, Philippine Clipper et Hawaiian Clipper. Leur coût unitaire à l'achat était de 417 000 $. D'une capacité de 8 passagers, ils furent essentiellement utilisés sur le réseau Pacifique
- Sikorsky S-38
- Sikorsky S-40 : il n'y eut que 3 exemplaires de cet avion, tous pour Pan Am. C'est le plus gros avion commercial des années 1920. D'un faible rayon d'action, ces avions furent utilisés sur les liaisons courtes vers le Mexique ou encore les Bahamas ou Cuba.
- Sikorsky S-42
- Sikorsky S-13

## Pan Am dans la culture
Pan Am occupait une position prestigieuse dans la culture populaire américaine à l'époque de la guerre froide. L'image la plus connue de la société a peut-être été l'arrivée des Beatles en 1964 à l'aéroport de New York JFK à bord d'un Boeing 707 Pan Am, Jet Clipper Defiance (qui a finalement été détruit à Long Beach, en Californie).
Pendant le programme Apollo, Pan Am vendit des tickets pour de futurs vols vers la Lune qui sont devenus plus tard des objets de collection ; une navette spatiale de Pan Am, nommée Orion III, tient un rôle important dans le film de Stanley Kubrick, 2001, l'Odyssée de l'espace. La navette de fiction figure sur l'affiche du film.
La compagnie aérienne est également apparue dans d'autres films, notamment dans plusieurs films de James Bond : les Boeing 707 de la société figurent ainsi au générique de James Bond 007 contre Dr. No et de Bons baisers de Russie, alors qu'un 747 de Pan Am et le Worldport apparaissent dans Vivre et laisser mourir. En outre, des vaisseaux futuristes de Pan Am sont mis en scène dans Blade Runner, les scénaristes n'ayant pas imaginé que la société puisse un jour faire faillite. Dans Un homme qui me plaît (1969), de Claude Lelouch, Annie Girardot voyage dans un avion de Pan Am (de la 3e à la 6e minute du film). Plus récemment, la compagnie aérienne a été mise en vedette dans le film de Steven Spielberg Arrête-moi si tu peux ; la lutte entre Juan Trippe et Howard Hughes, le propriétaire de la TWA, pour le monopole transatlantique de Pan Am est traitée dans Aviator de Martin Scorsese, dans le film Hook et dans Bullitt de 1968 avec Steve McQueen, l'acteur passe sous les roues d'un avion de Pan Am à l'aéroport de San Francisco. Dans Scarface, le slogan « The world is yours » apparaît sur une publicité de Pan Am affichée sur un zeppelin, avant de devenir le slogan de Tony Montana.
Le logo ainsi qu'un avion de la compagnie apparaissent sur la pochette de l'album Jazz Impressions of Eurasia de Dave Brubeck, paru en 1958.
Pan Am est également citée dans la chanson Lindbergh de Robert Charlebois, sous son nom complet « Pan American ».
En 2011, la chaîne américaine ABC a annoncé la production d'une série télévisée basée sur la vie des équipages dans les années 1960. Cette série s'intitule Pan Am. La série a été créée par Jack Orman et a démarré le 25 septembre 2011. Elle n'a duré que 14 épisodes.
Dans un épisode des Simpson, le grand-père évoque Pan Am, celle-ci lui ayant dit qu'elle aurait toujours du travail pour lui. Ce à quoi Selma lui répond que Pan Am n'existe plus depuis bien longtemps.

## Accidents aériens
- Le 16 octobre 1956, le vol Pan Am 6 fait un amerrissage forcé au nord-est d'Hawaï, après avoir perdu deux de ses quatre moteurs. L'avion ayant amerri à proximité du navire USCGC Pontchartrain des Garde-Côtes américains, les secours sont rapides et les 31 personnes à bord survivent. Le vol devait assurer la liaison entre Honolulu et San Francisco.
- Le 22 juillet 1973, le vol Pan Am 816. Au décollage de Papeete, le Boeing 707 plonge dans l'océan faisant 78 morts et un survivant.
- Le 30 janvier 1974, le vol Pan Am 806 . À l'approche de Pago Pago aux Samoa américaines un Boeing 707 s'écrase, faisant 96 morts.
- Le 27 mars 1977 a lieu la catastrophe de Tenerife : un Boeing 747 appartenant à KLM percute un 747 de Pan Am sur la piste de l'aéroport. Cet accident au sol fait 583 morts, pour seulement 61 survivants.
- L'attentat de Lockerbie, le 21 décembre 1988, implique un Boeing 747 de Pan Am ; les 259 personnes à bord sont tuées ainsi que onze personnes au sol.